# ドレミ團
ドレミ團（ドレミだん）は、日本のヴィジュアル系バンド。2002年1月にボーカルのマコトを中心に結成。

## 概説
全歌詞をマコトが担当しKENと龍が作曲を主に担当している。結成以来精力的にライブを続けてきたが、2007年8月、前向きな理由からライブ活動を一時期休止すると宣言した。その後2008年1月に活動拠点を東京のJ-ROCKへ移籍すると共に活動再開を発表する。
2009年11月25日にフルアルバム「ドントレットミーダウン」を発売しユニバーサルミュージックよりメジャー・デビューするも、同年12月のツアーをもってシンジが体調不良を理由に脱退することが発表された。
2005年ファーストアルバム「激情抄録」はマコトが以前よりファンであった猟奇漫画家の大越孝太郎がジャケットを描き下ろした。
2008年フルアルバム「夕暮ライン」よりサウンドプロデューサーに明石昌夫が参加。
ボーカルのマコト、ドラムの零華は2006年7月から、ラジオ番組「Neo I.D.」にてパーソナリティを務める。2008年3月終了。
マコトは2007年9月～12月、テレビ大阪「神言基地 〜HOLIDAY TV〜」で、KISAKIの後を継いでMCを務めていた。
マコトは2008年4月よりテレビ神奈川「情報発信塾キッズナビゲーション」内にて「マコトおにいさんのこどもそうだんしつ」というコーナーをやっていた。
2010年1月23日リキッドルーム恵比寿、結成8周年記念公演「東京姫始メ5」にてBa.ユウの加入が発表された。
2011年11月25日、渋谷STAR LOUNGEでのワンマンライブ『ドレミ團LIVE‘11「宇田川町にて、親愛なるキミたちへ。」』の終演後に放送された公式ニコニコ生放送において、2012年3月20日（火・祝）の赤坂BLITZ公演をもって解散すると発表された。
2014年11月25日、解散より3年後の2015年3月20日(金)、東京・新宿ReNYにて一日復活公演を行う事を発表した。

## メンバー

### 解散時のメンバー
- 唄とアコーディオン: マコト （11月28日生。O型。奈良県出身。）
- ギターとコーラス: KEN（ケン） （4月21日生。O型。京都府出身。）
- ギター: 龍（リュウ） （4月27日生。A型。京都府出身。）
- ベース: ユウ （6月24日生。O型。鹿児島県出身。）
- ドラムス: 零華（れいか） （11月29日生。AB型。大阪府出身。）

### 旧メンバー
- Guitar&Chorus: はるひ 2002.2～12
- サポートGuitar: Syuren（しゅれん）2002.10～12
- Bass: Ko-zi（こうじ）2002.2～12
- Bass: マヤ 2003.2～2004.9
- Bass: シンジ 2005.1～2009.12

### 人物像・エピソード
- マコト
  - 唄＆アコーディオン担当。
  - 趣味：TVゲーム、建物鑑賞。　好きな食べ物：カレー、モダン焼き、ホルモン、パン。
  - 2007年天才てれびくんMAXの劇中にアンティック -珈琲店--のみくやメガマソ（結成前）の涼平ほかと出演した。
  - 2005年以降は音楽活動以外にも舞台やミュージカル、TVのMC等の個人的な活動もたまに行っている。
  - 昔から黒髪、ボブしていることが多く、髪の毛がサラサラ。
  - 本人曰く、出回っているスッピンの写真はほぼ埼玉の浦和ナルシスに出演していた頃の出待ちで撮られたものらしい。
  - えくぼがあるから、自分の笑顔が嫌いだったらしい。
  - デザインセンスに長けていてCDジャケットからフライヤー、ツアーグッズに至るまで全てのデザインを担当している。
  - ブログではよく素の写真を載せている。
  - HYDEを崇拝している。L'Arc〜en〜Cielのファンクラブにも入っていたことがある。
  - すべての詞を書いている。
  - 女性視点の恋愛模様を描いたリアルな歌詞と、物語風の非日常的な歌詞を曲によって使い分けている。
  - 活動を公にせずBrotherというバンドでワンマンライブを定期的に行っている。（表記は"真実"と書いて"まこと"）
  - 解散後はソロ活動をメインに行い、2013年にTHE BEETHOVENとしてバンド活動を再開。
  - 2015年よりKENと共に怪人二十面奏結成。（他メンバーはサポートメンバー）
  - ソロで弾き語りも定期的に行っている。

- KEN
  - 上手ギター＆コーラス担当。
  - 好きな動物：猫。猫の着ぐるみを着た事もある。
  - 好きな食べ物：卵料理、鶏肉。メロンなどのフルーツも好き。
  - 1995年ごろに活動していたFreesiaでは彼の従兄弟がベースを担当していた。
  - 好きなギタリストは今井寿、布袋寅泰
  - 「ロックになりたいから」の理由で高校3年3学期に中退している。
  - 大半の楽曲を作曲している。
  - 解散後に活動はしてなかったが2015年より怪人二十面奏として活動を開始した。

- 龍
  - 下手ギター担当。
  - 好きな色：紫色。紫色の物に目がない。
  - 好きな食べ物：お酒と鯖が好き。ちなみに酒は弱い。
  - 加入当時の表記はRyuだったがすぐに現在の表記に変更する。
  - 目が悪くなるとの理由で髪が目に入らないような髪型にした。
  - 妹がいる。
  - 現在、サポートギタリストとして杉本善徳や藤崎賢一、怪人二十面奏等に参加している。

- ユウ
  - ベース担当。
  - 妹がいる。
  - ex.TINC
  - マコトと共にBrotherで定期的に活動を行っている。
  - 2012年よりRUVISHというバンドで活動している。

- 零華
  - ドラムス担当。
  - 好きなマンガ：聖闘士星矢
  - X JAPANをリスペクトし、ドラムセットはYOSHIKIを意識している。
  - 年明け恒例のワンマン「東京姫始メ」ではドラムソロを披露する。
  - ex.Madeth gray'll
  - 解散後はトリオ團[8]で活動し引退した。

## ディスコグラフィ

### デモテープ
- チョコレヱトキャンディ（2002年3月3日）限定1000本

### シングル
- カボチャの馬車はマッハGO!GO!（2002年8月8日） 2000枚限定販売
- 眞色ドレミ手帖（2003年4月4日）オリコンインディーズチャート初登場12位
- 郷愁悲歌三重殺(きょうしゅうエレジィトリプルプレイ,2003年8月8日）オリコンインディーズチャート初登場8位/2nd Press2003年10月1日発売
- 素晴らしきかな過多想募（2004年9月29日）オリコンインディーズチャート初登場4位
- 彼岸花/ダウン・バイ・ロウ（2005年7月27日）オリコンインディーズチャート初登場4位
- 厭世ロマネスク（2005年11月23日）オリコンインディーズチャート初登場3位
- 傘月（さんがつ,2006年4月19日）オリコンインディーズチャート初登場4位
- 追想ノ蜃気楼（2006年5月16日）オリコンインディーズチャート初登場5位
- ザ・ファウスト（2006年6月14日）オリコンインディーズチャート初登場4位
- 夢幻洋灯 〜まぼろし らんぷ〜（2006年11月15日）オリコンインディーズチャート初登場2位
- ワカバノキヲク（2007年3月21日）オリコンインディーズチャート初登場7位
- ガァルハント（2007年7月4日）オリコンインディーズチャート初登場2位
- 青春ロールオーバー（2008年8月6日）オリコンインディーズチャート初登場8位
- 感傷的ロッキン・スランバー（2011年7月6日）オリコンインディーズチャート初登場4位

### ミニアルバム
- 劣情ららばい（2004年6月23日）

### アルバム
- 激情抄録（2005年3月23日）オリコンインディーズチャート初登場5位
- カレイドスコープ（2006年7月5日）オリコンインディーズチャート初登場5位/2nd Press2007年3月28日発売
- 音階くろにくる（2008年3月5日）ベストアルバム/オリコンインディーズチャート初登場13位
- 夕暮ライン（2008年5月7日）オリコンインディーズチャート初登場19位
- ドントレットミーダウン（2009年11月25日）限定盤UPCH-9530 通常盤UPCH-1758 制作ユニバーサルJ 発売・販売元ユニバーサル ミュージック合同会社 オリコン総合チャート初登場150位
収録曲の「タイムマシン」は、「開運!なんでも鑑定団」のエンディングテーマ。
- レヱゾン（2010年9月29日）オリコン総合チャート初登場161位 ユニバーサルJ

### 配信・会場限定
- ポケットにがらくたを...（2004年4月10日） 東名坂ワンマンツアー'04会場限定販売
- 戀想遊戯（2005年4月16日） 東名坂ワンマンツアー'05会場限定販売
- HELLO!!BRANDNEW DAY（2009年3月~）全国ワンマンツアー会場限定販売
- Sai（2010年3月31日）渋谷クラブクアトロワンマン会場限定発売
- Paraphrenia（2010年5月12日）配信限定
- ツアーバタフライサアカスドキュメントDVD（2011年1月10日)恵比寿リキッドルームワンマン会場限定販売DVD

### 配布CD、DVD
- 赤い靴（2002年12月12日西九条ブランニューワンマン配布CD）
- この雨の向こうに（2003年10月13日心斎橋ミューズホールワンマン配布CD）
- はつ恋物語り（2003年10月18日高田馬場エリアワンマン配布CD）
- 渋谷に咲いた悲願花（2005年8月6日渋谷O-WESTワンマン配布DVD）
- 東京トラジェディー（2006年1月7日恵比寿リキッドルームワンマン配布CD）
- 月虹カレイドスコープ（2006年8月12日渋谷O-EASTワンマン配布DVD）
- あおぞらジェネレイションver.07（2007年1月8日渋谷クラブクアトロワンマン配布CD）
- ガァルハントサマータイムブルース（2007年8月30日恵比寿リキッドルームワンマン配布DVD）
- 灼熱ロヲルオーバーベートヴェン（2008年9月27日渋谷O-EASTワンマン配布DVD）

### DVD
- 東京姫始メ2-2006.1.7LIVE at LIQUID ROOM ebisu-（2006年3月15日）
- 東京姫始メ3-2007.1.7LIVE at SHIBUYA CLUB QUATTRO-（2007年5月30日）
- 東京音階セレクション'08（2008年12月17日）
- THE LAST LIVE-20120320 AKASAKA BLITZ-（2012年）

### オムニバス参加作品
- CRUSH! -90's V-Rock best hit cover songs-（2011年1月26日）
  - SOPHIA「街」をカバー

## 出演

### ラジオ
- Neo I.D.（マコト・零華、2006年7月から）

### TV
- 神言基地 〜HOLIDAY TV〜（マコト司会、2007年9月8日-12月）
- 天才てれびくんMAX（マコト出演、2007年03月放送「新ユゲデール物語」）
- 情報発信塾キッズナビゲーション（マコト出演、2008年04月-7月）

### インターネット
- ミジンコミュージックアワー(2006年~2007年)
- ドレミ團の「あおぞら伝送路（チャンネル）」（あっ!とおどろく放送局、2010年3月1日-）

### ミュージカル
- アラジンとスターオーシャンの秘宝（マコト出演、2005年）
- アラスタ2「悪魔城DORAKYURAサマ」（マコト出演、2005年）
- アラスタ3「風雲アラスタ三国志」（マコト出演、2006年）
- アラスタ披露宴「THE有頂天メタル」（マコト出演、2007年）

### 舞台
- 楠本柊生元帥一人芝居〜死神シリーズα〜（マコト出演、2009年）
- 第14帝國「カイザー・リッター～元帥がやってくるYar!Yar!Yar!～」（マコト出演、2010年）
- 舞台「華鬼」（マコト出演、2011年）